# زهان (زيركوة)
زهان (بالفارسية: زهان) هي مدينة في محافظة خراسان الجنوبية في إيران. تقع هذه المدينة في قسم زهان من مدينة زركوه. كانت هذه القرية تسمى في البداية "زيهاب" وتعني مكان الماء المغلي، والتي تغيرت لهجتها تدريجياً إلى "زهان". يقدر عدد سكانها بـ 707 نسمة .